# Le Havre (quận)
Quận Le Havre là một quận của Pháp, nằm ở tỉnh Seine-Maritime, ở vùng Normandie. Quận này có 20 tổng và 176 xã.

## Các đơn vị hành chính

### Các tổng
Các tổng của quận Le Havre là: 
1. Bolbec
2. Criquetot-l'Esneval
3. Fauville-en-Caux
4. Fécamp
5. Goderville
6. Gonfreville-l'Orcher
7. Le Havre - Tổng thứ nhất
8. Le Havre - Tổng thứ nhì
9. Le Havre - Tổng thứ ba
10. Le Havre - Tổng thứ tư
11. Le Havre - Tổng thứ năm
12. Le Havre - Tổng thứ sáu
13. Le Havre - Tổng thứ bảy
14. Le Havre - Tổng thứ tám
15. Le Havre - Tổng thứ chín
16. Lillebonne
17. Montivilliers
18. Ourville-en-Caux
19. Saint-Romain-de-Colbosc
20. Valmont

### Các xã
Các xã của quận Le Havre, và mã INSEE là: 
| 1. Alvimare (76002)                         | 2. Ancourteville-sur-Héricourt (76009) | 3. Ancretteville-sur-Mer (76011)         | 4. Angerville-Bailleul (76012)        |
| 5. Angerville-l'Orcher (76014)              | 6. Angerville-la-Martel (76013)        | 7. Anglesqueville-l'Esneval (76017)      | 8. Annouville-Vilmesnil (76021)       |
| 9. Anvéville (76023)                        | 10. Auberville-la-Campagne (76031)     | 11. Auberville-la-Renault (76033)        | 12. Auzouville-Auberbosc (76044)      |
| 13. Beaurepaire (76064)                     | 14. Bec-de-Mortagne (76068)            | 15. Bennetot (76078)                     | 16. Bermonville (76080)               |
| 17. Bernières (76082)                       | 18. Beuzeville-la-Grenier (76090)      | 19. Beuzeville-la-Guérard (76091)        | 20. Beuzevillette (76092)             |
| 21. Bolbec (76114)                          | 22. Bolleville (76115)                 | 23. Bordeaux-Saint-Clair (76117)         | 24. Bornambusc (76118)                |
| 25. Bretteville-du-Grand-Caux (76143)       | 26. Bréauté (76141)                    | 27. Bénarville (76076)                   | 28. Bénouville (76079)                |
| 29. Carville-Pot-de-Fer (76161)             | 30. Cauville-sur-Mer (76167)           | 31. Cleuville (76180)                    | 32. Cliponville (76182)               |
| 33. Cléville (76181)                        | 34. Colleville (76183)                 | 35. Contremoulins (76187)                | 36. Criquebeuf-en-Caux (76194)        |
| 37. Criquetot-l'Esneval (76196)             | 38. Criquetot-le-Mauconduit (76195)    | 39. Cuverville (76206)                   | 40. Daubeuf-Serville (76213)          |
| 41. Envronville (76236)                     | 42. Fauville-en-Caux (76258)           | 43. Fongueusemare (76268)                | 44. Fontaine-la-Mallet (76270)        |
| 45. Fontenay (76275)                        | 46. Foucart (76279)                    | 47. Froberville (76291)                  | 48. Fécamp (76259)                    |
| 49. Gainneville (76296)                     | 50. Ganzeville (76298)                 | 51. Gerponville (76299)                  | 52. Gerville (76300)                  |
| 53. Goderville (76302)                      | 54. Gommerville (76303)                | 55. Gonfreville-Caillot (76304)          | 56. Gonfreville-l'Orcher (76305)      |
| 57. Gonneville-la-Mallet (76307)            | 58. Graimbouville (76314)              | 59. Grainville-Ymauville (76317)         | 60. Grand-Camp (76318)                |
| 61. Gruchet-le-Valasse (76329)              | 62. Harfleur (76341)                   | 63. Hattenville (76342)                  | 64. Hautot-l'Auvray (76346)           |
| 65. Hautot-le-Vatois (76347)                | 66. Hermeville (76357)                 | 67. Heuqueville (76361)                  | 68. Houquetot (76368)                 |
| 69. Héricourt-en-Caux (76355)               | 70. La Cerlangue (76169)               | 71. La Frénaye (76281)                   | 72. La Poterie-Cap-d'Antifer (76508)  |
| 73. La Remuée (76522)                       | 74. La Trinité-du-Mont (76712)         | 75. Lanquetot (76382)                    | 76. Le Hanouard (76339)               |
| 77. Le Havre (76351)                        | 78. Le Tilleul (76693)                 | 79. Les Loges (76390)                    | 80. Les Trois-Pierres (76714)         |
| 81. Lillebonne (76384)                      | 82. Limpiville (76386)                 | 83. Lintot (76388)                       | 84. Maniquerville (76406)             |
| 85. Manneville-la-Goupil (76408)            | 86. Mannevillette (76409)              | 87. Manéglise (76404)                    | 88. Mentheville (76425)               |
| 89. Mirville (76439)                        | 90. Montivilliers (76447)              | 91. Mélamare (76421)                     | 92. Nointot (76468)                   |
| 93. Normanville (76470)                     | 94. Norville (76471)                   | 95. Notre-Dame-de-Gravenchon (76476)     | 96. Notre-Dame-du-Bec (76477)         |
| 97. Octeville-sur-Mer (76481)               | 98. Oherville (76483)                  | 99. Oudalle (76489)                      | 100. Ourville-en-Caux (76490)         |
| 101. Parc-d'Anxtot (76494)                  | 102. Petiville (76499)                 | 103. Pierrefiques (76501)                | 104. Raffetot (76518)                 |
| 105. Ricarville (76525)                     | 106. Riville (76529)                   | 107. Robertot (76530)                    | 108. Rocquefort (76531)               |
| 109. Rogerville (76533)                     | 110. Rolleville (76534)                | 111. Routes (76542)                      | 112. Rouville (76543)                 |
| 113. Sainneville (76551)                    | 114. Saint-Antoine-la-Forêt (76556)    | 115. Saint-Aubin-Routot (76563)          | 116. Saint-Eustache-la-Forêt (76576)  |
| 117. Saint-Gilles-de-la-Neuville (76586)    | 118. Saint-Jean-de-Folleville (76592)  | 119. Saint-Jean-de-la-Neuville (76593)   | 120. Saint-Jouin-Bruneval (76595)     |
| 121. Saint-Laurent-de-Brèvedent (76596)     | 122. Saint-Léonard (76600)             | 123. Saint-Maclou-la-Brière (76603)      | 124. Saint-Martin-du-Bec (76615)      |
| 125. Saint-Martin-du-Manoir (76616)         | 126. Saint-Maurice-d'Ételan (76622)    | 127. Saint-Nicolas-de-la-Taille (76627)  | 128. Saint-Pierre-Lavis (76639)       |
| 129. Saint-Pierre-en-Port (76637)           | 130. Saint-Romain-de-Colbosc (76647)   | 131. Saint-Sauveur-d'Émalleville (76650) | 132. Saint-Vaast-Dieppedalle (76653)  |
| 133. Saint-Vigor-d'Ymonville (76657)        | 134. Saint-Vincent-Cramesnil (76658)   | 135. Sainte-Adresse (76552)              | 136. Sainte-Hélène-Bondeville (76587) |
| 137. Sainte-Marguerite-sur-Fauville (76607) | 138. Sainte-Marie-au-Bosc (76609)      | 139. Sandouville (76660)                 | 140. Sassetot-le-Mauconduit (76663)   |
| 141. Sausseuzemare-en-Caux (76669)          | 142. Senneville-sur-Fécamp (76670)     | 143. Sommesnil (76679)                   | 144. Sorquainville (76680)            |
| 145. Tancarville (76684)                    | 146. Theuville-aux-Maillots (76686)    | 147. Thiergeville (76688)                | 148. Thiouville (76692)               |
| 149. Thiétreville (76689)                   | 150. Thérouldeville (76685)            | 151. Tocqueville-les-Murs (76695)        | 152. Tourville-les-Ifs (76706)        |
| 153. Toussaint (76708)                      | 154. Triquerville (76713)              | 155. Trouville (76715)                   | 156. Trémauville (76710)              |
| 157. Turretot (76716)                       | 158. Valmont (76719)                   | 159. Vattetot-sous-Beaumont (76725)      | 160. Vattetot-sur-Mer (76726)         |
| 161. Veauville-lès-Quelles (76730)          | 162. Vergetot (76734)                  | 163. Villainville (76741)                | 164. Vinnemerville (76746)            |
| 165. Virville (76747)                       | 166. Yport (76754)                     | 167. Ypreville-Biville (76755)           | 168. Yébleron (76751)                 |
| 169. Écrainville (76224)                    | 170. Écretteville-sur-Mer (76226)      | 171. Életot (76232)                      | 172. Épouville (76238)                |
| 173. Épretot (76239)                        | 174. Épreville (76240)                 | 175. Étainhus (76250)                    | 176. Étretat (76254)                  |